# 76 mm M1938
Il 76 mm cannone da montagna M1938 (in russo: 76-мм горная пушка обр. 1938 г.) era la versione per l'Armata rossa del cannone da montagna cecoslovacco Škoda 7,5 cm Vz. 1936 da 75 mm.

## Storia

### Premesse
Nei primi anni trenta era ormai evidente che i cannoni da montagna Schneider 76 mm M Mle 1909 erano ormai obsoleti e non soddisfacevano più le esigenze della guerra moderna. Le principali criticità di questo pezzo, che l'Armata rossa aveva ereditato dall'Esercito imperiale russo, consistevano nel ridotto angolo di elevazione (solo 28°) e nelle munizioni unitarie a carica fissa e velocità alla volata bassa (381 m/s). Data la particolare natura dei combattimenti in montagna, disporre di elevate angolazioni per il tiro ad alta quota risultava fondamentale.
Le capacità sovietiche di progettazione delle artiglierie nella prima metà degli anni trenta erano ancora in fase embrionale e non potevano ancora rispondere adeguatamente ai requisiti delle forze armate. Le autorità russe facevano quindi ricorso alle competenze straniere, in particolare alla Germania, con un ampio accordo di produzione su licenza della Rheinmetall. Tuttavia l'avvento al potere del Nazismo interruppe questa collaborazione ed i sovietici si rivolsero quindi alla Cecoslovacchia, con la quale nel 1935 fu stilato un accordo di mutua assistenza. In particolare, i prodotti della Škoda attirarono l'attenzione della dirigenza militare sovietica.

### Trattative con la Škoda
Per soddisfare il requisito del cannone da montagna, all'inizio del 1936 iniziarono i test del cannone Škoda C-5 (o Vz. 1936) nel calibro standard russo da 76,2 mm. L'arma, indicata dai russi come G-36, fu sperimentata dall'Armata rossa in Transcaucasia, con esito totalmente soddisfacente. L'adozione di quest'arma avrebbe fatto guadagnare almeno 1-1,5 anni sulla tempistica per l'industrializzazione di un cannone da montagna nazionale e si optò quindi per l'acquisto diretto del Vz. 1936.
Nei negoziati che seguirono, per la produzione di 400 cannoni e 400 000 munizioni la Škoda chiese 22 milioni di dollari, cifra considerata inaccettabile dalla controparte sovietica. Si giunse così nel 1937 ad un accordo politico: la Škoda avrebbe ceduto i progetti e la licenza di produzione del cannone, in cambio della cessione da parte dell'URSS alla Cecoslovacchia della licenza di produzione del bombardiere Tupolev SB.

### Progetti nazionali
Parallelamente alle prove con il cannone cecoslovacco, in Russia si lavorava su progetti nazionali. Nel 1935 l'Impianto Nº 8, sotto la direzione di v. N. Sidorenko, completò lo sviluppo dell'obice da montagna 76 mm 35-K, il cui prototipo fu presentato il 9 maggio 1936. Questo sistema di artiglieria differiva concettualmente dal C-5, in quanto era un pezzo "reggimentale", ovvero d'accompagnamento alla fanteria da montagna e quindi significativamente meno potente dal punto di vista balistico e più leggero. Testato tra il 1936 ed il 1938, fu prodotto in piccola scala ma alla fine, per vari motivi, non entrò mai in servizio.
Nel 1936 l'Impianto Nº 92 di G. Grabina avviò la progettazione del cannone da montagna 76 mm F-31, di tipo unificato con il 76 mm M1927 F-24 da campagna ma scomponibile. Il progetto fu presentato il 13 ottobre 1938, ma fu respinto in quanto non offriva particolari vantaggi rispetto al cannone 7-2, che peraltro era già giunto allo stato prototipico ed aveva superato i test militari.

### Sviluppi del C-5
Le autorità militari decisero di non produrre il C-5 nella sua forma originale, ma di sottoporlo prima ad una revisione del progetto per migliorarne le prestazioni ed adattarlo alle capacità industriali sovietiche. I lavori di ridefinizione furono gestiti dall'Impianto Nº 7 di Leningrado, sotto la supervisione di L. I. Gorlickie. Nel 1937 fu creata la prima versione russa del cannone, nota con il nome di fabbrica 7-1. Tuttavia questa non si rivelò pienamente soddisfacente ed il lavoro di miglioramento continuò. Nel gennaio 1938 fu testata sul campo la versione successiva, la 7-2, e contemporaneamente furono condotti test comparativi con il C-5 originale. I test sul prodotto sovietico, ripetuti tra il 20 maggio ed il 20 giugno, furono sospesi a causa delle problematiche riscontrate al freno di sparo ed alla camera di scoppio.
Ulteriori modifiche riguardarono quindi il perfezionamento del sistema di rinculo, l'accorciamento della parte frontale dell'affusto e l'irrobustimento della culla. Il cannone così migliorato fu accettato dalla leadership militare ed il 5 maggio 1939 entrò ufficialmente in servizio come 76 mm cannone da montagna M1938. Nel 1941 il nome di fabbrica venne cambiato in E-2.

### Produzione
La produzione di serie presso l'Impianto Nº 7 si attestò a 364 nel 1939, 497 nel 1940 e 106 nel primo semestre del 1941. Non sono disponibili dati sulla produzione successiva, ma è probabile che si fosse interrotta in conseguenza dell'evacuazione degli stabilimenti di Kiev.
Il costo unitario era elevato: nel 1940 era di 80 000 rubli, contro i 35 000 rubli di un 76 mm M1927.

### Ordinamento
Il M1938, nelle divisioni da montagna, fungeva sia da cannone reggimentale che divisionale. Ogni reggimento da montagna durante la guerra disponeva di una batteria da 76 mm.
A livello superiore, il reggimento di artiglieria divisionale disponeva di tre battaglioni da 76 mm (ognuno su tre batterie da 3 cannoni, per un totale di 27 cannoni da 76 mm per division) ed uno con obici da 122 mm. Nel 1941 il nuovo ordinamento prevedeva per il reggimento di artiglieria divisionale due battaglioni da 76 mm (ognuno su due batterie da 4 cannoni, per un totale di 16 cannoni) ed una batteria con 6 obici da 107 mm M1940. Nel 1944 la struttura del reggimento di artiglieria divisionale cambiò di nuovo e fu strutturato su 3 battaglioni, ognuno su due batterie da 107 mm ed una da 76 mm (su 4 pezzi), per un totale di soli 12 cannoni M1938 per reggimento. Nel 1944-1945, le brigate di fanteria da montagna ricevettero un battaglione di artiglieria con 12 cannoni da 76. I cannoni M1938 potevano essere assegnati anche alle divisioni di fanteria convenzionale, dove servivano come cannoni "reggimentali".

### Impiego operativo
Il M1938 era un'arma robusta concepita per operare in montagna e su terreni difficili sia come cannone d'accompagnamento per la fanteria che come cannone divisionale. I compiti assegnatigli comprendevano il contrasto alla fanteria ed alle sue armi d'appoggio, la soppressione delle artiglierie nemiche, il contrasto dei mezzi meccanizzati, la distruzione di trinceramenti e reticolati.
I protopi del cannone furono testati, oltre che in patria, nella guerra civile spagnola. Lo scoppio di alcune canne portò all'arresto del progettista Gorlickie, salvo poi scoprire che il sabotaggio era opera di un operaio.
Il cannone di serie fu ampiamente utilizzato per tutta la seconda guerra mondiale, non solo nei teatri montuosi ma anche, per esempio, nella battaglia di Mosca. Il 22 giugno 1941 l'Armata rossa schierava 1 068 cannoni di questo tipo, dei quali 264 nei distretti militari occidentali. Il consumo di munizioni nel solo 1943 fu di 175 500 granate (per confronto nello stesso anno i M1909 spararono 100 830 colpi). Per gli altri anni di guerra si dispone dei soli dati cumulativi tra munizioni per cannoni da campagna sia M1938 che M1909 ed assommano a 6546 000 granate nel 1942 e 166 400 nel 1944.
I cannoni di preda bellica furono impiegati dalla Wehrmacht con il nome di 7,62 cm GebK 307(r). Nel marzo 1944 i tedeschi disponevano di 21 cannoni, dei quali 5 sul fronte orientale e 16 su quello occidentale. Un numero imprecisato di queste armi finirono anche nelle mani della Finlandia, dove erano denominate 76 VK 38.

## Tecnica
Il M1938 era un sistema di artiglieria su affusto scomponibile, otturatore a blocco cadente e ruote in metallo stampato non ammortizzate. Ufficialmente classificato come cannone, grazie all'elevato angolo di tiro (70°) ed alla disponibilità di cariche multiple il pezzo può essere considerato un obice.

### Differenze dal prototipo
Il progetto era basato sullo Škoda C-5 ma rispetto a questo le differenze erano notevoli. Le principali sono riportate in tabella.
| Caratteristiche comparative tra C-5 e M1938 |          |          |
| Modello                                     | C-5      | M1938    |
| Lunghezza canna in calibri                  | 19       | 21,4     |
| Elevazione                                  | −9°/+50° | −8°/+70° |
| Brandeggio                                  | 6,5°     | 10°      |
| Corsa di rinculo normale/massima (mm)       | 560/870  | 640/710  |
| Altezza al ginocchiello (mm)                | 805      | 760      |
| Altezza dal suolo (mm)                      | 250      | 320      |
| Larghezza battistrada (mm)                  | 65       | 155      |

### Bocca da fuoco

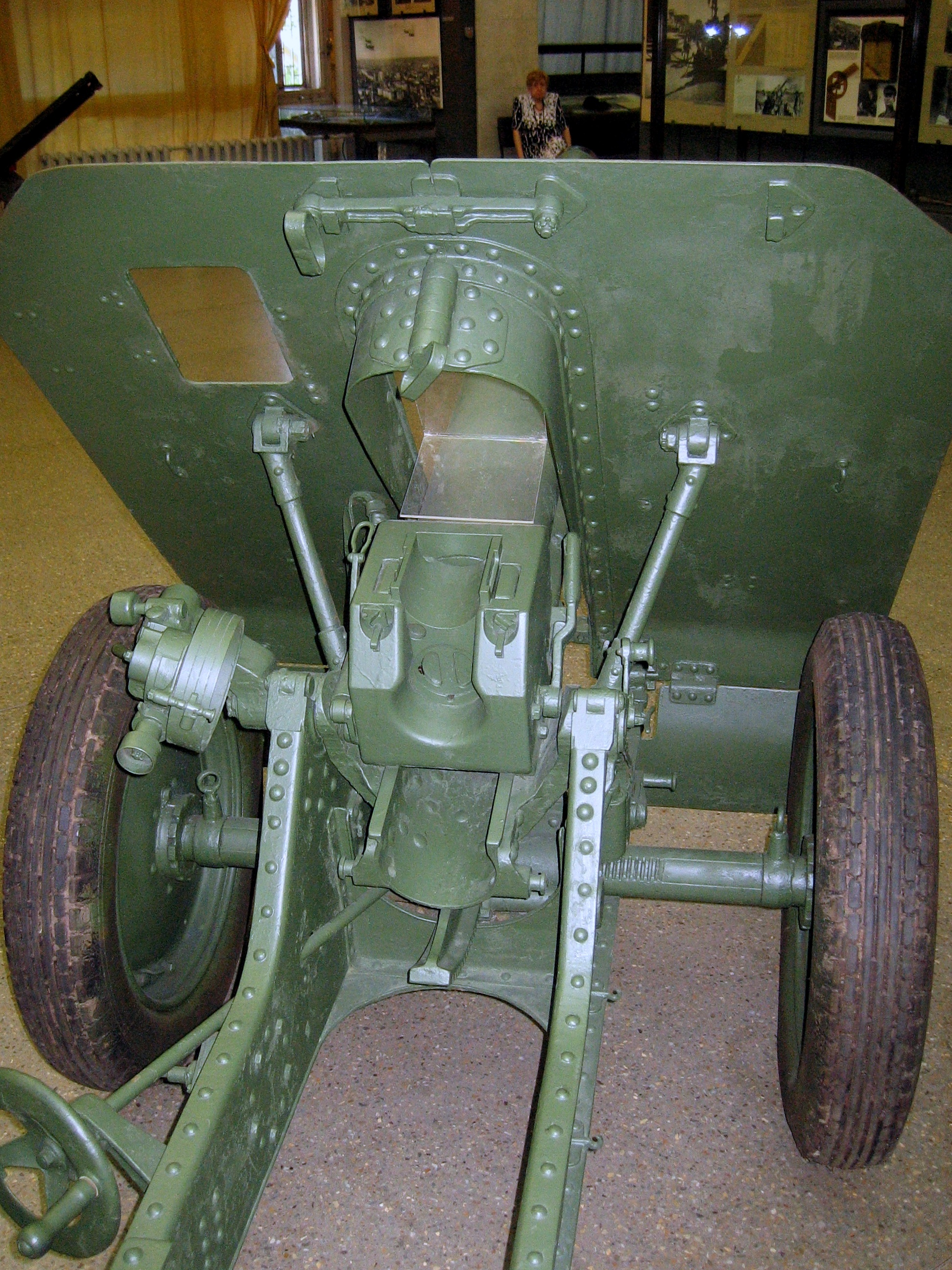
Vista posteriore.

La bocca da fuoco era costituita da canna, culatta e otturatore. La canna era rigata a 32 rilievi a passo costante, lunga 1,63 m. La camera di scoppio era lunga 312,9 mm, per un volume di 1,035 dm3. L'otturatore era a cuneo verticale, con sola chiusura automatica e chiusura manuale (a differenza dell'otturatore semiautomatico del C-5 che si apriva ed andava in chiusura automaticamente). Il peso della bocca da fuoco completa era di 245 kg.

### Affusto

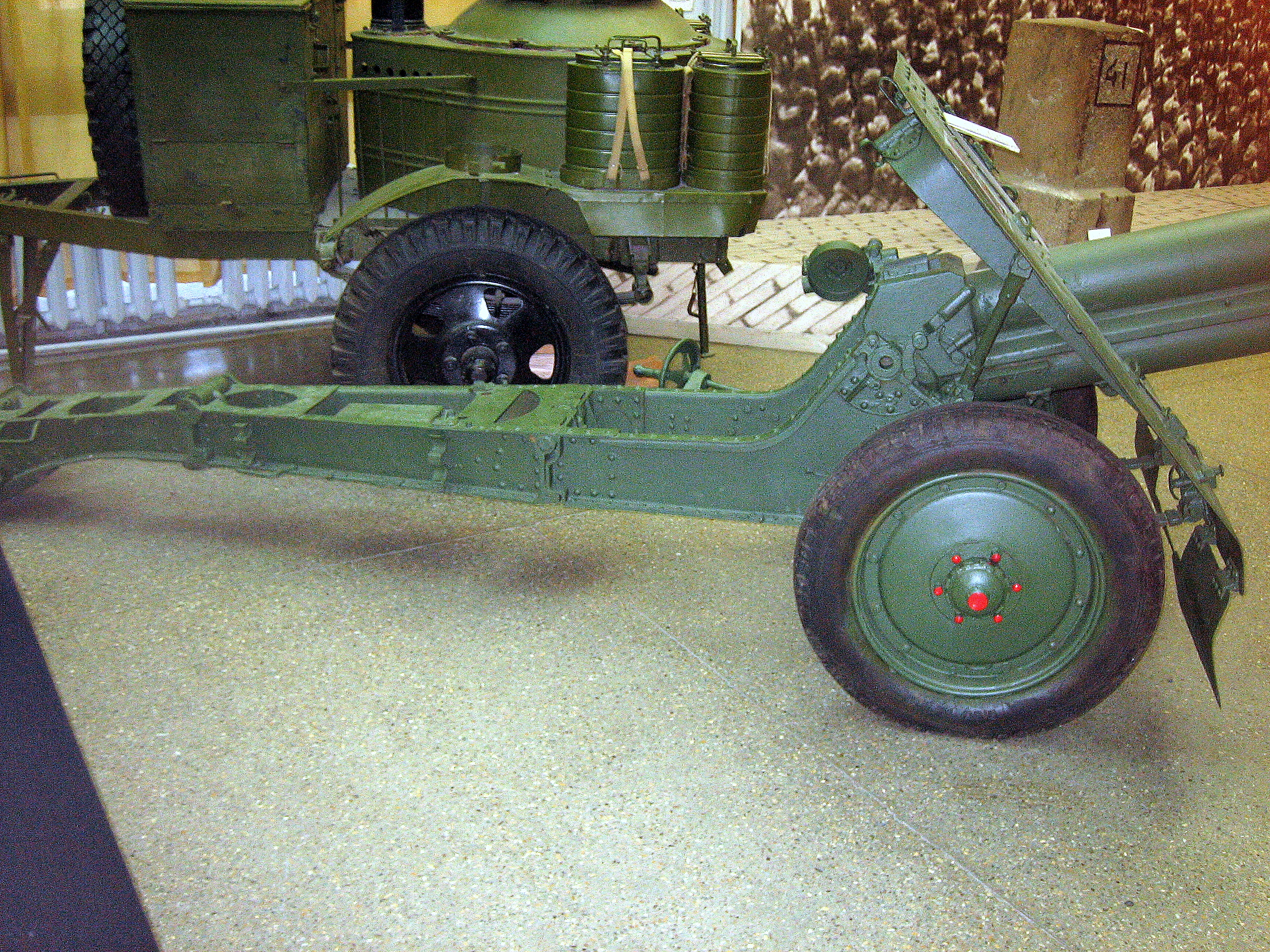
Vista laterale. Sono distinguibili le tre sezioni dell'affusto.

Il sistema di rinculo era installato nella culla, sotto alla canna. Era composto da un freno di sparo idraulico (contenente 2 litri di olio idraulico) e da un recuperatore a molle.
L'affusto è basato su un telaio scatolare, a coda unica aperta centralmente per consentire il rinculo della canna agli alti angoli di tiro. Il telaio aveva un'originale struttura in tre parti incernierate: testata d'affusto, sezione centrale e coda con vomero. La configurazione a tre sezioni, detta "affusto lungo", consentiva una elevazione da -8° a massimo +65°; rimuovendo la sezione centrale e collegando la coda direttamente alla testata si otteneva l'"affusto corto" con elevazione da +25° a +70°. La scudatura, con due gonne incernierate inferiormente, aveva uno spessore di 3,5 mm
La posizione completamente arretrata degli orecchioni, che consentiva un elevato angolo di tiro, richiedeva però due molle per contrastare lo sbilanciamento in avanti della canna. Il brandeggio si otteneva per scorrimento della testata d'affusto sull'assale. Le ruote, in metallo stampato con pneumatici in gomma, erano prive di ammortizzatori.

### Trasporto
Gli spostamenti del pezzo potevano eseguirsi per traino animale, a traino meccanico o per someggio. Il traino animale, effettuato con tre pariglie di cavalli, richiedeva l'aggancio ad un avantreno da 665 kg a pieno carico con 33 cartocci.
Alla vettura pezzo era affiancato il cassone, trainato da altre tre pariglie e contenente 69-72 cartocci. La trazione meccanica poteva essere effettuata ad una velocità massima di 18 km/h.
Il someggio veniva effettuato scomponendo il cannone in 9 parti: canna, culatta, sistema di rinculo, culla, scudo, testata d'affusto, sezione centrale, coda e ruote. I carichi venivano fissati sul basto M1909. Il peso completo di un carico (basto compreso) variava da 95,7 a 147,2 kg. Il someggio di un pezzo e del suo treno di munizioni richiedeva 23 cavalli o muli; una batteria di 4 cannoni si spostava su 92 animali (contro i 76 animali del precedente M1909).

## Munizionamento
Il M1938 impiegava una munizione propria, non intercambiabile con gli altri pezzi da montagna e da campagna in calibro 76,2 mm. Le munizioni sono di tipo fisso. Il bossolo in ottone pesava 1,4 kg.
Alcune avevano il fondo removibile che consentiva di rimuovere parte della carica di lancio. La carica modulare F-356 era utilizzata per la granata ad alto esplosivo, la munizione incendiaria e la granata fumogena ed era costituita da tre sacchetti da 200 g, 135 g e 285 g di polvere. Impiegando la muniziona a carica completa si otteneva una velocità alla volata di 500 m/s, rimuovendo l'ultimo sacchetto la velocità si riduceva a 330 m/s, mentre rimuovendo l'ultimo ed il penultimo sacchetto si otteneva una velocità di 260 m/s. Per i suddetti tipi di proietto era disponibile anche la carica unitaria M-356V, composta da 642 g di polvere. Per i proiettili perforanti e gli shrapnel veniva invece usata la carica unitaria F-356B da 650 g. Infine i proietti a carica cava impiegavano la speciale carica F-356BPM da 125 g.
Anche se tecnicamente poteva utilizzare tutti i proietti dei 76 mm divisionali, in pratica la gamma di munizioni per il cannone da montagna era più limitata. Infatti per questi cannoni non erano disponibili né i proiettili perforanti ad abbandono di sabot, né le vecchie granate HE, né le mitraglie, così come alcuni tipi di granate incendiarie. Era vietato sul M1938 anche l'uso della carica BP-353A e delle granate con spolette CLF-1 e CLF-2.
La munizione più usata era la granata HE a frammentazione RP-350 con corpo in acciaio e la sua variante con corpo bomba in ferro RP-350A. La granata esplodendo creava 600-800 schegge di peso superiore a 1 g, letali su un'area di 8 × 5 m (90% dei bersagli colpiti) ma efficaci fino ad un'area di 30 × 15 m (50% dei bersagli colpiti). Quando dotata di spoletta con ritardo la granata creava un cratere di 70–100 cm di diametro profondo 30–50 cm.
I due tipi di shrapnel differivano principalmente per il tipo di spoletta a tempo impiegata. Lo shrapnel W-354 conteneva 260 pallette da 12,7 mm di diametro e da 10,7 g di peso, efficace su un fronte di 20 m su 260–300 m di profondità. La bomba incendiaria W-350 era caricata con termite che sviluppava 2 500 °C. Le granate chimiche OX-350 erano caricate con TNT e l'agente chimico R-12 o R-15.
Nel 1941-1942 erano disponibili tre tipi di proiettili perforanti anticarro: BR-350A, BR-350B e BR-350SP. A causa delle velocità alla volata queste erano efficaci solo sui carri armati leggeri e medi, soprattutto sul retro e sui fianchi. La munizione a carica cava BP-350M, con capacità di penetrazione di 100 mm di corazza, apparve nel 1944.